# 30017 Shaundatta
30017 Shaundatta este un asteroid din centura principală de asteroizi.

## Descriere
30017 Shaundatta este un asteroid din centura principală de asteroizi. A fost descoperit pe 10 februarie 2000 la Socorro, New Mexico, în cadrul proiectului LINEAR. Asteroidul prezintă o orbită caracterizată de o semiaxă mare de 2,32 ua, o excentricitate de 0,17 și o înclinație de 1,1° în raport cu ecliptica.